# Суми (футбольний клуб)
ПФК «Су́ми» — професійний український футбольний клуб з міста Суми. Заснований 12 січня 1982 року в смт Краснопілля Сумської області під назвою «Я́вір». Домашній стадіон — «Ювілейний». 11 квітня 2019 контрольно-дисциплінарний комітет позбавив клуб професійного статусу за систематичну участь у договірних матчах.

## Попередні назви
- 1982—1998: «Явір» (Краснопілля)
- 1998—1999: «Явір-Суми» (Суми)
- 1999—2008: «Явір» (Краснопілля)
- 2008—2019: «Суми» (Суми)

## Історія
12 січня 1982 року при лісгоспі смт Краснопілля створено футбольний клуб із назвою «Явір». Команда почала виступати в чемпіонаті Сумської області і через 2 роки стала чемпіоном області, а в наступному році завоювала обласний кубок.
Завдяки тому, що футболісти з Краснопілля увійшли до трійки переможців однієї з груп аматорського чемпіонату 1991 року, команда отримала право взяти участь у першій національній першості серед професіоналів. Спочатку в перехідній лізі, а потім у другій. У сезоні 1994/95 «Явір» здобув перше місце у своїй зоні і підвищився у класі.
У сезоні 1995/96 «Явір» стартував у першій лізі і на наступні 4 сезони став її міцним середняком.
Після того, як головна клуб області, сумський «Фрунзенець», на деякий час припинив існування, обласне керівництво вирішило відродити в Сумах футбол. З цією метою у 1998 році «Явір» був переведений в обласний центр і перейменований в «Явір-Суми». У такому вигляді клуб проіснував півтора сезони, після чого перетворився у ФК «Суми» (об'єднавшись при цьому з ФК «Фрунзенець-Ліга-99»), а потім у «Спартак».
У 1999 році в Краснопіллі вирішили відродити «Явір». Команда вдруге розпочала свої виступи з чемпіонату області та чемпіонату України серед аматорів. «Явір» два сезони провів у аматорському чемпіонаті і в сезоні 2002/03 заявився до другої ліги. Команда стала середняком другої ліги, що було межею краснопільського клубу при тому фінансуванні. Періодично почали з'являтися чутки то про розформування команди, то про те, що в Сумах знову скучать за великим футболом і не проти мати «свою» команду.
І ось з 9-го туру сезону 2008/09 «Явір» переїхав до Сум, змінив назву на ФК «Суми» і почав проводити матчі на «Ювілейному», одному з найсучасніших стадіонів в Україні.
15 червня 2010 року Апеляційний комітет ФФУ відмовив ФК «Суми» у наданні професіональної ліцензії на сезон 2010/11, таким чином, клуб було виключено з другої ліги. 9 липня 2010 року Професіональна футбольна ліга України все ж включила клуб до складу учасників другої ліги. Головним тренером ПФК «Суми» став Ігор Жабченко. За підсумками сезону 2010/11 команда зайняла 2-е місце у групі А і взяла участь у стикових матчах за право грати у першій лізі. Матч зі срібними призерами групи Б ФК «Полтава» закінчився з рахунком 2:0 на користь сум'ян. Другий стиковий матч ПФК «Суми» програли «Енергетику», 16-ій команді першої ліги 2010/11, тому бурштинська команда зберегла місце в першій лізі, а сум'яни ще на сезон залишились у другій лізі.
У сезоні 2011/12 ПФК «Суми» під керівництвом Ігора Захаряка став абсолютними чемпіонами другої ліги, перегравши у матчі за золоті медалі переможця групи Б ФК «Полтава» з рахунком 2:0.
25 січня 2017 року в результаті підписання угоди Головою Сумської ОДА Миколою Клочком та представниками СНВО імені Фрунзе, власником ПФК «Суми» стала китайська інвестиційна група.
11 квітня 2019 контрольно-дисциплінарний комітет позбавив клуб професійного статусу.

## Досягнення
На професійному рівні:
Перша ліга чемпіонату України:
- Найвище досягнення — 8-ме місце у сезоні 2014/15

Друга ліга чемпіонату України:
- Чемпіон (2 рази): 1994/95, 2011/12.
- Срібний призер: 2010/11 (Група А).
- Бронзовий призер: 1992/93.

Перехідна ліга чемпіонату України:
- Бронзовий призер: 1992 (Перша підгрупа)

Кубок України:
- Найвище досягнення — вихід до 1/8 фіналу (3 рази): 1995/96, 2002/03, 2011/12.

На аматорському рівні:
- Чемпіон Сумської області: 1984.
- Володар Кубка Сумської області: 1985.
- Фіналіст Кубка Сумської області: 2002.
- Учасник Чемпіонату України серед аматорів: 1985—1987, 1989—1991, 2001, 2002.

## Рекорди
Найбільші перемоги: «Верес» Рівне — «Суми» 0:6 (16.10.10), «Суми» — «СКАД-Ялпуг» Болград 6:0 (08.10.2011).
Найбільша поразка: «Металіста-2» Харків — «Явір» 7:0 (04.06.2003).

## Стадіон

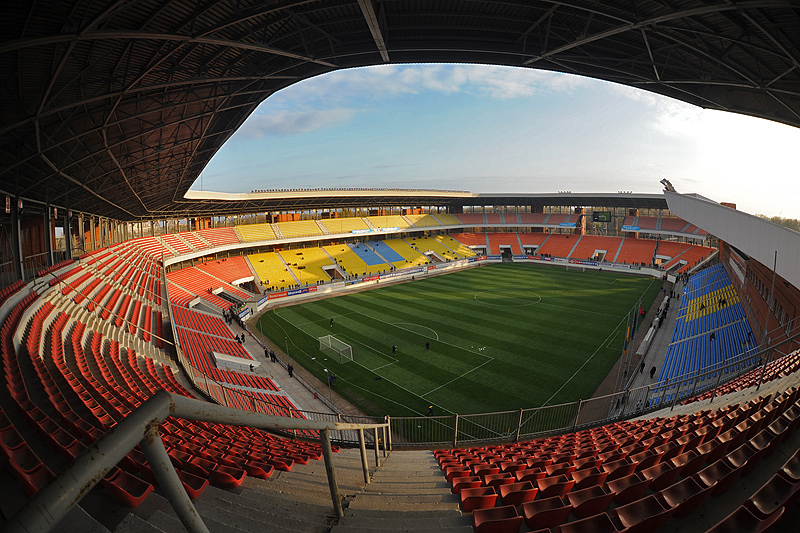

З 2008 року домашньою ареною ФК «Суми» є стадіон «Ювілейний».
Стадіон вміщує 25 830 глядачів, усі місця обладнані пластиковими сидіннями. Розташований у центральній частині Сум, у Міському парку ім. Кожедуба. Раніше на місці Ювілейного був інший стадіон — «Спартак», 1949 року побудови.
Проект стадіону розробили українські архітектори Володимир Биков та Іван Лукаш, за що були удостоєні державної премії України. Будівництво нової арени почалося 2 вересня 1999 року, коли була забита перша паля. Стадіон був офіційно відкритий 20 вересня 2001 року, незадовго після святкування 10-річчя незалежності України і напередодні 350-річного ювілею Сум. На момент відкриття стадіон офіційно вміщував близько 28 тисяч глядачів. Частина місць була стоячими. Згодом всі місця були обладнані індивідуальними сидіннями. Майже всі місця знаходяться під навісом (за винятком перших рядів нижнього ярусу).

## Попередні емблеми клубу

Історія
Емблема клубу «Явір» Краснопілля з 1992 по 1998 рр.
Емблема клубу «Явір» Краснопілля з 1998 по 2008 рр.
Емблема ФК «Суми» з 2008 по 2009 рр.
Емблема ФК «Суми» 2009 р.

## Всі сезони в незалежній Україні
| Сезон   | Чемпіонат                | Чемпіонат  | Чемпіонат | Чемпіонат | Чемпіонат | Чемпіонат | Чемпіонат | Чемпіонат | Кубок          | Кубок          | Кубок          | Кубок          | Кубок          | Кубок          | Кубок          | Примітка                                 |
| Сезон   | Ліга                     | Місце      | І         | В         | Н         | П         | М         | О         | Етап           | І              | В              | Н              | П              | М              | О              | Примітка                                 |
| ------- | ------------------------ | ---------- | --------- | --------- | --------- | --------- | --------- | --------- | -------------- | -------------- | -------------- | -------------- | -------------- | -------------- | -------------- | ---------------------------------------- |
| 1992    | Перехідна Перша підгрупа | 3 з 9      | 16        | 8         | 4         | 4         | 21−19     | 20        | Не брав участі | Не брав участі | Не брав участі | Не брав участі | Не брав участі | Не брав участі | Не брав участі | «Явір»                                   |
| 1992/93 | Друга                    | 3 з 18     | 34        | 17        | 7         | 10        | 42−27     | 41        | 1/16 фіналу    | 4              | 1              | 1              | 2              | 3−5            | 3              | «Явір»                                   |
| 1993/94 | Друга                    | 5 з 22     | 42        | 22        | 10        | 10        | 63−36     | 54        | 1/64 фіналу    | 1              | 0              | 0              | 1              | 1−2            | 0              | «Явір»                                   |
| 1994/95 | Друга                    | 1 з 22     | 42        | 29        | 6         | 7         | 71−30     | 93        | 1/16 фіналу    | 4              | 1              | 2              | 1              | 2−5            | 4              | «Явір»                                   |
| 1995/96 | Перша                    | 13 з 22    | 42        | 17        | 9         | 16        | 53−43     | 60        | 1/8 фіналу     | 4              | 2              | 1              | 1              | 6−3            | 5              | «Явір»                                   |
| 1996/97 | Перша                    | 13 з 24    | 46        | 18        | 7         | 21        | 61−61     | 61        | 1/16 фіналу    | 1              | 0              | 1              | 0              | 0−0            | 1              | «Явір»                                   |
| 1997/98 | Перша                    | 10 з 22    | 42        | 19        | 5         | 18        | 52−48     | 62        | 1/16 фіналу    | 3              | 1              | 1              | 1              | 5−7            | 3              | «Явір»                                   |
| 1998/99 | Перша                    | 13 з 20    | 38        | 15        | 7         | 16        | 36−42     | 52        | 1/32 фіналу    | 4              | 2              | 1              | 1              | 5−5            | 5              | Перше коло — «Явір», друге — «Явір-Суми» |
| 2002/03 | Друга Група В            | 10 з 15    | 28        | 8         | 8         | 12        | 27−41     | 32        | 1/8 фіналу     | 3              | 0              | 2              | 1              | 0−3            | 2              | «Явір»                                   |
| 2003/04 | Друга Група В            | 10 з 16    | 30        | 10        | 7         | 13        | 20−28     | 37        | 1/32 фіналу    | 1              | 0              | 0              | 1              | 0−3            | 0              | «Явір»                                   |
| 2004/05 | Друга Група В            | 10 з 15    | 28        | 8         | 5         | 15        | 24−40     | 29        | 1/16 фіналу    | 2              | 1              | 0              | 1              | 3−7            | 2              | «Явір»                                   |
| 2005/06 | Друга Група В            | 6 з 13     | 24        | 11        | 5         | 8         | 25−26     | 38        | 1/32 фіналу    | 2              | 1              | 0              | 1              | 2−3            | 2              | «Явір»                                   |
| 2006/07 | Друга Група Б            | 13 з 16    | 28        | 6         | 7         | 15        | 18−30     | 25        | 1/16 фіналу    | 2              | 1              | 0              | 1              | 2−6            | 2              | «Явір»                                   |
| 2007/08 | Друга Група Б            | 13 з 18    | 34        | 10        | 7         | 17        | 36−62     | 37        | Не брав участі | Не брав участі | Не брав участі | Не брав участі | Не брав участі | Не брав участі | Не брав участі | «Явір»                                   |
| 2008/09 | Друга Група Б            | 17 з 18    | 34        | 6         | 10        | 18        | 27−60     | 22        | 1/64 фіналу    | 1              | 0              | 0              | 1              | 0−1            | 0              | до 11.09.2008 — «Явір», далі — ФК «Суми» |
| 2009/10 | Друга Група Б            | 8 з 14     | 26        | 10        | 6         | 10        | 32−34     | 36        | 1/32 фіналу    | 2              | 1              | 0              | 1              | 2−2            | 3              |                                          |
| 2010/11 | Друга Група А            | 2 з 11     | 22        | 14        | 3         | 5         | 38−13     | 45        | 1/64 фіналу    | 1              | 0              | 0              | 1              | 2−3            | 0              |                                          |
| 2011/12 | Друга Група А            | 1 з 14     | 26        | 21        | 3         | 2         | 51−13     | 66        | 1/8 фіналу     | 3              | 1              | 1              | 1              | 5−5            | 4              |                                          |
| 2012/13 | Перша                    | 9 з 18     | 34        | 14        | 8         | 12        | 32−35     | 50        | 1/32 фіналу    | 1              | 0              | 0              | 1              | 0−1            | 0              |                                          |
| 2013/14 | Перша                    | 11 з 16    | 30        | 11        | 6         | 13        | 29−39     | 39        | 1/32 фіналу    | 1              | 0              | 0              | 1              | 0−1            | 0              |                                          |
| 2014/15 | Перша                    | 8 з 16     | 30        | 12        | 7         | 11        | 35−41     | 43        | 1/16 фіналу    | 1              | 0              | 0              | 1              | 0−1            | 0              |                                          |
| 2015/16 | Перша                    | 14 з 16    | 30        | 8         | 6         | 16        | 35−54     | 30        | 1/16 фіналу    | 2              | 1              | 0              | 1              | 3−2            | 3              |                                          |
| 2016/17 | Перша                    | 15 з 18    | 34        | 8         | 12        | 14        | 34−44     | 36        | 1/32 фіналу    | 1              | 0              | 0              | 1              | 0−1            | 0              |                                          |
| 2017/18 | Перша                    | 11 з 18    | 34        | 12        | 6         | 16        | 33−37     | 42        | 1/32 фіналу    | 1              | 0              | 0              | 1              | 0−2            | 0              |                                          |
| 2018/19 | Перша                    | 14 з 15    | 28        | 3         | 7         | 18        | 21−91     | 16        | 1/16 фіналу    | 2              | 1              | 0              | 1              | 0−3            | 0              | за підсумками стикових матчів            |
| Всього  | Перехідна                | 1 сезон    | 16        | 8         | 4         | 4         | 21−19     | 20        | >22 сезони     | 46             | 14             | 10             | 22             | 41−70          | 41             |                                          |
| Всього  | Друга                    | 13 сезонів | 398       | 172       | 84        | 142       | 474−440   | 473       |                |                |                |                |                |                |                |                                          |
| Всього  | Перша                    | 11 сезонів | 388       | 137       | 80        | 171       | 421−535   | 422       |                |                |                |                |                |                |                |                                          |

## Відомі гравці
- Тарас Дурай
- Богдан Єсип
- Анатолій Масалов
- Дмитро Осадчий
- Сергій Снитко
- Джанкарло Превіато